# Норт-Платт (Небраска)

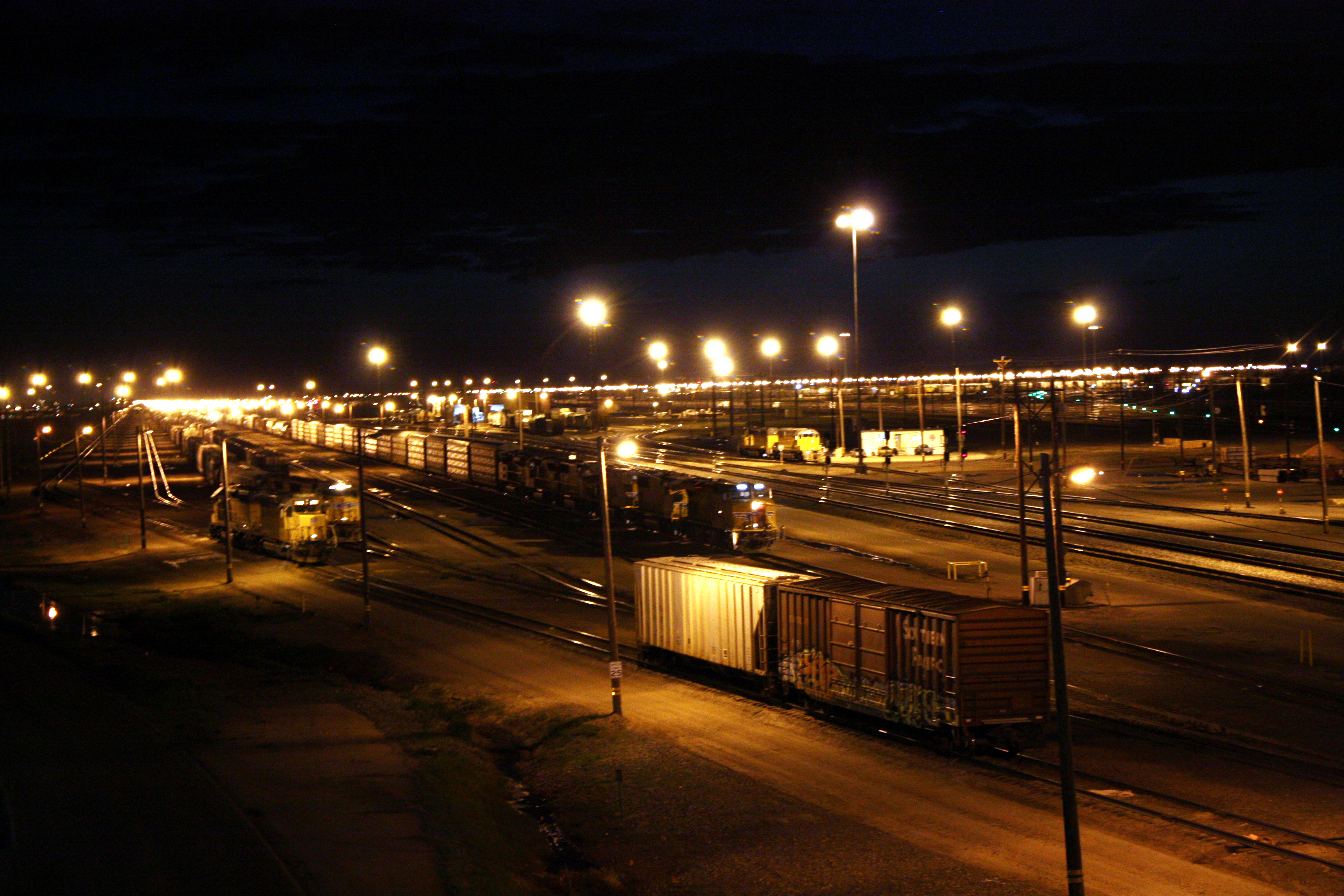
Сортувальна станція Бейлі-Ярд, вночі

Норт-Платт (англ. North Platte) — місто (англ. city) в США, адміністративний центр округу Лінкольн штату Небраска. Населення — 23 390 осіб (2020). Норт-Платт — місто залізниць. У межах міста розташована найбільша в світі сортувальна станція Бейлі-Ярд, що належить компанії Union Pacific Railroad.

## Географія
Норт-Платт розташоване у південно-західній частині штату, у місці злиття річок Норт-Платт та Саут-Платт, що утворюють тут річку Платт.
Норт-Платт розташований за координатами 41°7′38″ пн. ш. 100°45′51″ зх. д. / 41.12722° пн. ш. 100.76417° зх. д. (41.127117, -100.764270).  За даними Бюро перепису населення США в 2010 році місто мало площу 34,67 км², з яких 34,19 км² — суходіл та 0,48 км² — водойми.

### Клімат
| Клімат : Норт-Платт                                 | Клімат : Норт-Платт | Клімат : Норт-Платт | Клімат : Норт-Платт | Клімат : Норт-Платт | Клімат : Норт-Платт | Клімат : Норт-Платт | Клімат : Норт-Платт | Клімат : Норт-Платт | Клімат : Норт-Платт | Клімат : Норт-Платт | Клімат : Норт-Платт | Клімат : Норт-Платт | Клімат : Норт-Платт |
| Показник                                            | Січ.                | Лют.                | Бер.                | Квіт.               | Трав.               | Черв.               | Лип.                | Серп.               | Вер.                | Жовт.               | Лист.               | Груд.               | Рік                 |
| Абсолютний максимум, °C                             | 23,3                | 26,1                | 32,8                | 36,7                | 37,2                | 41,7                | 44,4                | 42,2                | 40,6                | 35,6                | 28,3                | 24,4                | 44,4                |
| Середній максимум, °C                               | 3,8                 | 6,1                 | 11,4                | 16,8                | 22,1                | 27,7                | 31,2                | 30,1                | 25,4                | 18,1                | 10,1                | 3,9                 | 17,2                |
| Середній мінімум, °C                                | −11,6               | −9,4                | −4,7                | 0,6                 | 6,7                 | 12,2                | 15,8                | 14,6                | 8,2                 | 0,9                 | −6,1                | −11,3               | 1,3                 |
| Абсолютний мінімум, °C                              | −37,2               | −37,2               | −30                 | −19,4               | −7,8                | −1,7                | 3,9                 | 1,7                 | −8,3                | −15,6               | −31,7               | −36,7               | −37,2               |
| Середня кількість сонячних годин на місяць          | 185,0               | 180,2               | 227,4               | 257,5               | 290,8               | 322,9               | 352,9               | 319,2               | 259,5               | 236,2               | 174,0               | 170,0               | 2975                |
| Норма опадів, мм                                    | 9                   | 13                  | 27                  | 58                  | 83                  | 87                  | 78                  | 58                  | 36                  | 39                  | 16                  | 10                  | 514                 |
| Днів з опадами                                      | 4,1                 | 5,1                 | 6,7                 | 8,4                 | 11,6                | 10,5                | 10,3                | 8,8                 | 7,0                 | 6,6                 | 4,7                 | 3,6                 | 87,4                |
| Днів зі снігом                                      | 4,2                 | 4,1                 | 3,9                 | 2,0                 | 0,1                 | 0                   | 0                   | 0                   | 0,2                 | 0,7                 | 2,5                 | 3,5                 | 21,2                |
| Вологість повітря, %                                | 69.3                | 68.2                | 64.4                | 59.6                | 63.3                | 63.9                | 63.0                | 64.1                | 63.8                | 61.5                | 66.9                | 69.6                | 64.8                |
| --------------------------------------------------- | ------------------- | ------------------- | ------------------- | ------------------- | ------------------- | ------------------- | ------------------- | ------------------- | ------------------- | ------------------- | ------------------- | ------------------- | ------------------- |
| Джерело: NOAA (relative humidity and sun 1961–1990) |                     |                     |                     |                     |                     |                     |                     |                     |                     |                     |                     |                     |                     |

## Демографія
Згідно з переписом 2010 року, у місті мешкали 24 733 особи в 10 560 домогосподарствах у складі 6290 родин. Густота населення становила 713 особи/км².  Було 11450 помешкань (330/км²).
Расовий склад населення:
| - 93,1 % — білих - 1,0 % — чорних або афроамериканців - 0,7 % — корінних американців - 0,7 % — азіатів - 2,8 % — осіб інших рас |

До двох чи більше рас належало 1,7 %. Частка іспаномовних становила 8,8 % від усіх жителів.
За віковим діапазоном населення розподілялося таким чином: 24,9 % — особи молодші 18 років, 59,6 % — особи у віці 18—64 років, 15,5 % — особи у віці 65 років та старші. Медіана віку мешканця становила 37,1 року. На 100 осіб жіночої статі у місті припадало 95,2 чоловіків;  на 100 жінок у віці від 18 років та старших — 91,8 чоловіків також старших 18 років.
Середній дохід на одне домашнє господарство  становив 57 677 доларів США (медіана — 44 367), а середній дохід на одну сім'ю — 70 269 доларів (медіана — 58 956). Медіана доходів становила 47 989 доларів для чоловіків та 29 874 долари для жінок. За межею бідності перебувало 15,9 % осіб, у тому числі 22,9 % дітей у віці до 18 років та 11,3 % осіб у віці 65 років та старших.
Цивільне працевлаштоване населення становило 11 731 осіб. Основні галузі зайнятості: освіта, охорона здоров'я та соціальна допомога — 25,6 %, транспорт — 17,1 %, роздрібна торгівля — 16,1 %.